# Corcelle-Mieslot
Corcelle-Mieslot är en kommun i departementet Doubs i regionen Bourgogne-Franche-Comté i östra Frankrike. Kommunen ligger i kantonen Marchaux som tillhör arrondissementet Besançon. År 2022 hade Corcelle-Mieslot 94 invånare.

## Befolkningsutveckling
Antalet invånare i kommunen Corcelle-Mieslot
Referens:INSEE